# Centre médical Érasme
Pour les articles homonymes, voir Erasme (homonymie).
Le centre médical Érasme ou le centre hospitalier Érasme (en néerlandais : Erasmus Medisch Centrum, en abrégé Erasmus MC) est un centre hospitalier universitaire dans le centre de Rotterdam aux Pays-Bas, à proximité du parc des Musées. Lié à l'université Érasme de Rotterdam, l'hôpital est entre autres spécialisé en psychiatrie, neurologie, neurochirurgie, cardiologie et chirurgie cardiothoracique. Le centre médical Érasme, le plus grand des huit centres hospitaliers universitaires aux Pays-Bas, est nommé en l'honneur du philosophe rotterdamois Érasme.
Ce site est desservi par la station de métro Dijkzigt.

## Histoire

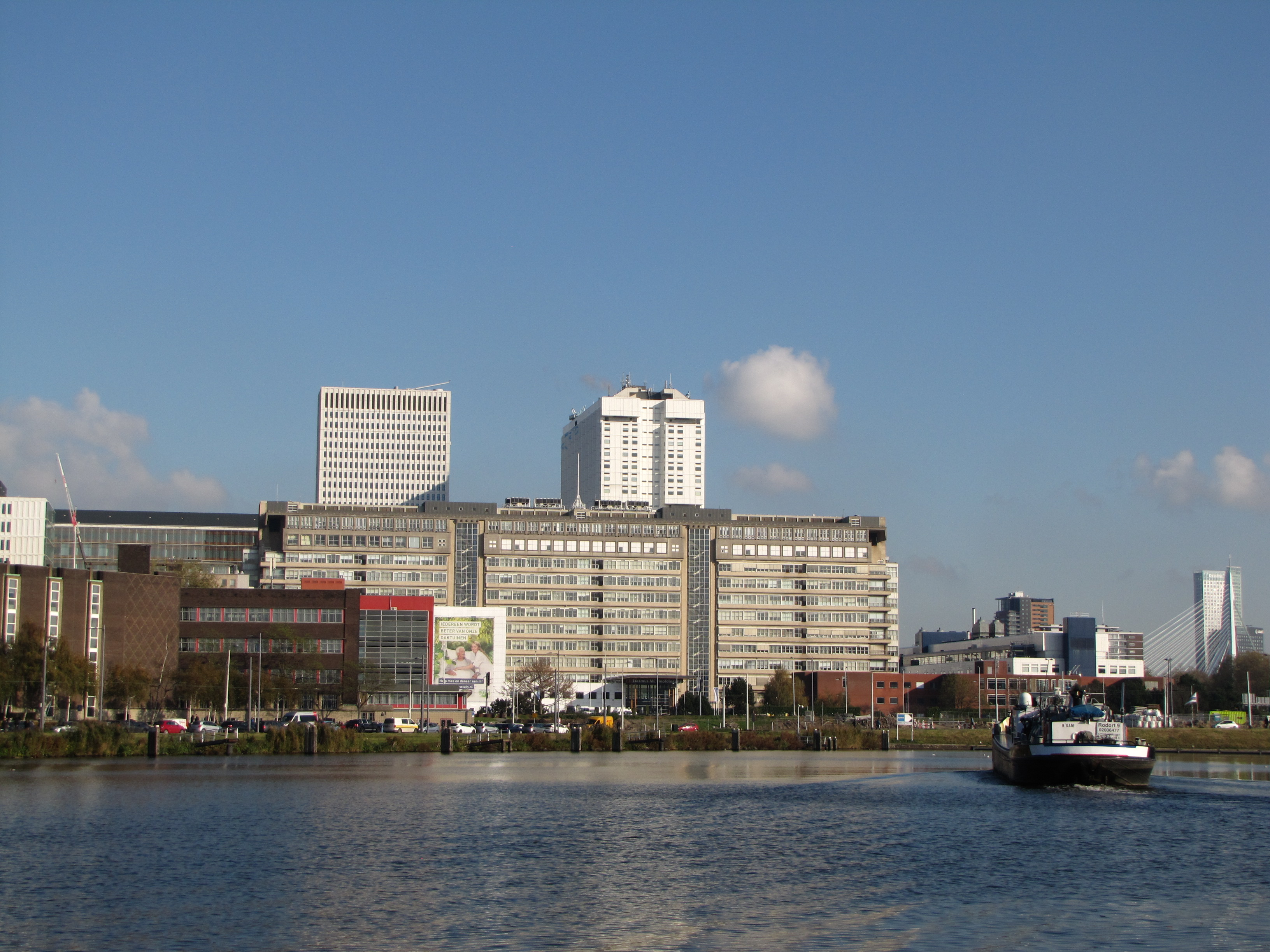
Vue panoramique des bâtiments du centre médical Érasme (2017).

En 1840, l'architecte Willem Nicolaas Rose (1801-1877) conçoit les plans du premier hôpital municipal, dénommé Coolsingelziekenhuis (hôpital du Coolsingel). En raison de problèmes lors de la construction, le bâtiment ne fut achevée que onze ans plus tard, en 1851.
Le 14 mai 1940, lors du bombardement de Rotterdam, l'hôpital du Coolsingel a été touché par quatre bombes et a pris feu avant d'être largement détruit. Un nouveau hôpital est rouvert le 18 septembre 1961, sous le nom de Dijkzigtziekenhuis (« hôpital Dijkzigt »).
La 'Fondation pour l'enseignement supérieur clinique de Rotterdam', fondée en 1950, a été désignée en 1965 pour devenir la septième faculté de médecine des Pays-Bas. La faculté de médecine de Rotterdam a été ouverte en 1966 au G.J. de Jonghweg avec un premier groupe de 160 étudiants. L'hôpital Dijkzigt est devenu l'hôpital universitaire associé. En 1973, la faculté de médecine de Rotterdam et la Nederlandse Economische Hogeschool (NEH) (en français, École supérieure néerlandaise d'économie) fusionnent pour fonder l'université Érasme de Rotterdam.
Le 1er juin 2002, le centre médical Érasme est créé par la fusion de l'hôpital Dijkzigt, l'hôpital pour enfants Sophia (Sophia Kinderziekenhuis, aujourd'hui Erasmus MC-Sophia), la clinique d'oncologie Daniel den Hoed (Daniel den Hoedkliniek) et la faculté de médecine et de sciences de la santé de l'université Érasme de Rotterdam.
L'Erasmus MC a démarré en mai 2009 avec un grand projet de construction et de rénovation. La première phase de construction (est) a été achevée et mise en service en 2013. La deuxième phase de construction (ouest) a été achevée fin 2017 et occupée en 2018. Après cela, la démolition de l'hôpital Dijkzigt et la réhabilitation de la tour de la faculté et de l'hôpital pour enfants de Sophia ont commencé. Le 6 septembre 2018, le nouveau bâtiment a officiellement été inauguré par le roi Guillaume-Alexandre.

## Organisation
Le champ d'activité d'Erasmus MC est vaste et s'étend de la maladie à la santé et de l'individuel à l'assistance sociale. Pour ce qui est du chiffre d'affaires, l'hôpital est le plus grand des sept hôpitaux universitaires des Pays-Bas.
L'hôpital compte 39 salles d'opération et 1 233 lits. Il y a 121 unités de soins intensifs et 16 bunkers de radiothérapie. En tant que centre médical universitaire, l'Erasmus MC aux Pays-Bas contribue à la recherche, à l'éducation et aux soins aux patients. 13 858 employés et 949 spécialistes y travaillent. En outre, 2 322 employés de l'hôpital Admiraal de Ruyter (ADRZ) en Zélande, qui appartient également à l'Erasmus MC. 4 093 étudiants en médecine sont formés à l'Erasmus MC. En 2021, Erasmus MC a enregistré 659 317 visites en clinique externe et inscrit 30 771 patients, passant en moyenne 6,69 jours à l'hôpital. Il a une division des sciences de la santé et des sciences fondamentales, ainsi qu'une variété de fonctions hospitalières universitaires. L'hôpital est l'un des onze centres de traumatologie des Pays-Bas et dispose d'une équipe médicale mobile.
Le centre médical Érasme est représenté au sein de la Fédération néerlandaise des centres médicaux universitaires.

## Erasmus MC Sophia
L'hôpital pour enfants Sophia, du nom de la reine Sophie (1818–1877) est le plus ancien hôpital pour enfants des Pays-Bas. Elle a été fondée en 1863. Depuis la fusion avec plusieurs autres hôpitaux de Rotterdam au début du 21e siècle, il fait partie d'Erasmus MC et s'appelle depuis « Erasmus MC Sophia ». En tant qu'hôpital universitaire, il se consacre à la recherche scientifique en plus du diagnostic direct et du traitement des patients.
Il existe quatre domaines de profil dans lesquels des soins très complexes sont offerts à partir d'une large approche multidisciplinaire :
- Centre thoracique pédiatrique ;
- Centre du cerveau des enfants ;
- Centre mère-enfant ;
- Centre des maladies rares.

Elle possède son propre studio de télévision où « Sophia TV » est filmée. Cela signifie que des émissions en direct pour et par les patients ont lieu deux fois par semaine. Les parents et leurs enfants peuvent demander une chambre gratuite au Ronald McDonald Huis Sophia Rotterdam.

## Pandemie deCoronavirus
Pendant la pandemie corona aux Pays-Bas, Erasmus MC a été désigné comme emplacement du 'Centre national de coordination pour les patients' répartis autour de la capacité en lits des soins intensifs pendant la crise corona aux Pays-Bas. Avec 'l'Institut national de la santé publique et de l'environnement' de Bilthoven, c'était également l'un des deux laboratoires d'expertise qui ont effectué des tests corona avec des laboratoires régionaux de mise à l'échelle. Enfin, Erasmus MC, en collaboration avec l'Université d'Utrecht, mène des recherches sur les anticorps contre le coronavirus.

## Établissements
Le centre hospitalier Érasme de Rotterdam regroupe les établissements suivants :
- l'hôpital Érasme (Erasmus Ziekenhuis), anciennement hôpital Dijkzigt (Dijkzigtziekenhuis), le lieu principal du centre hospitalier ;
- l'hôpital pour enfants Sophia (Erasmus MC-Sophia), l'hôpital pour enfants, spécialisé dans la pédiatrie ;
- l'hôpital Daniel den Hoed (ou Erasmus MC-Daniel den Hoed), spécialisé dans les soins oncologiques ;
- et encore la Faculté de médecine et de sciences de la santé.

## Architecture

### Galerie

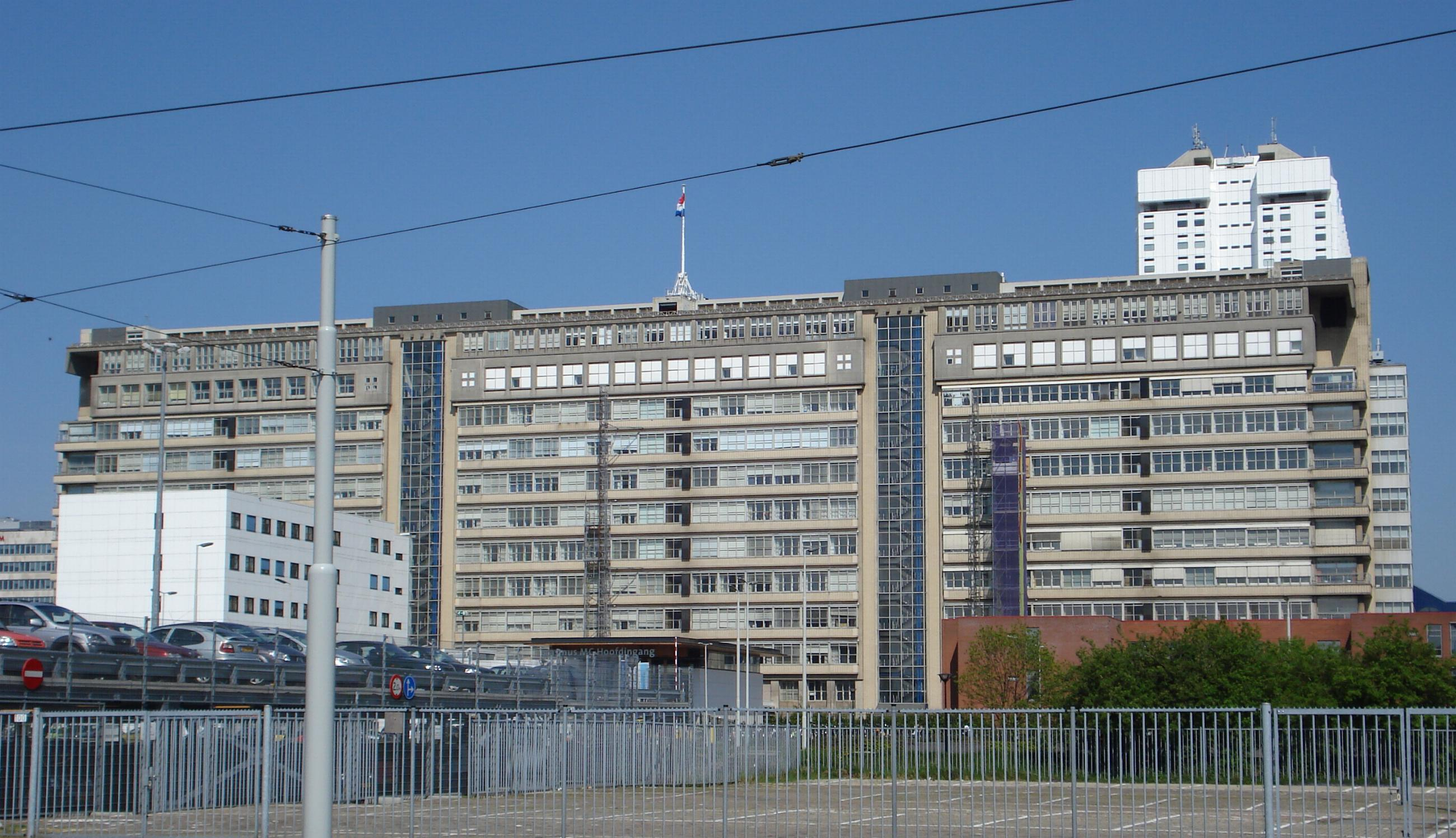
L'hôpital Dijkzigt, en cours de démolition, remplacé en 2018 par un bâtiment plus moderne, avec derrière à droite la faculté de médecine.
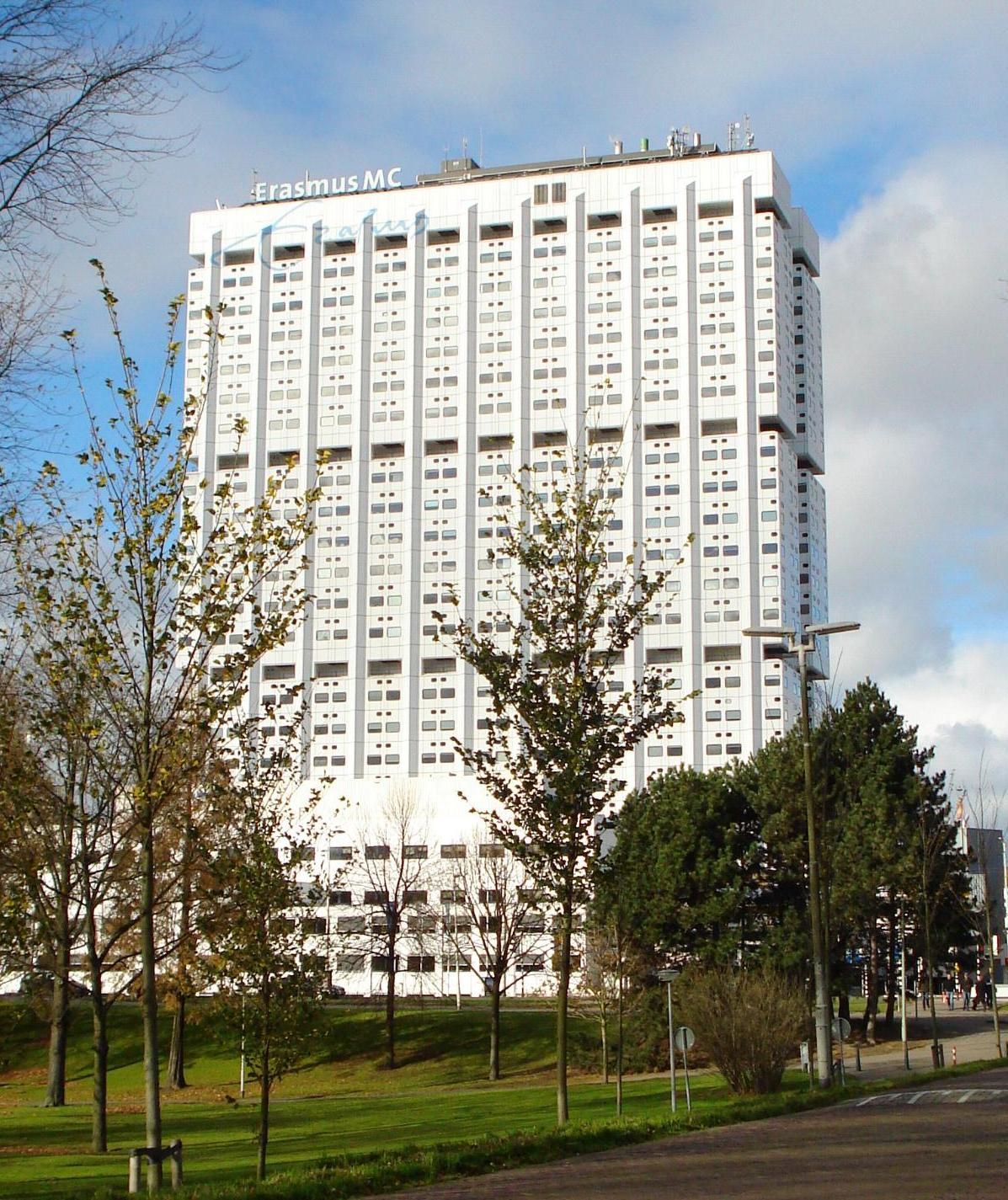
La Faculté de médecine et de sciences de la santé.
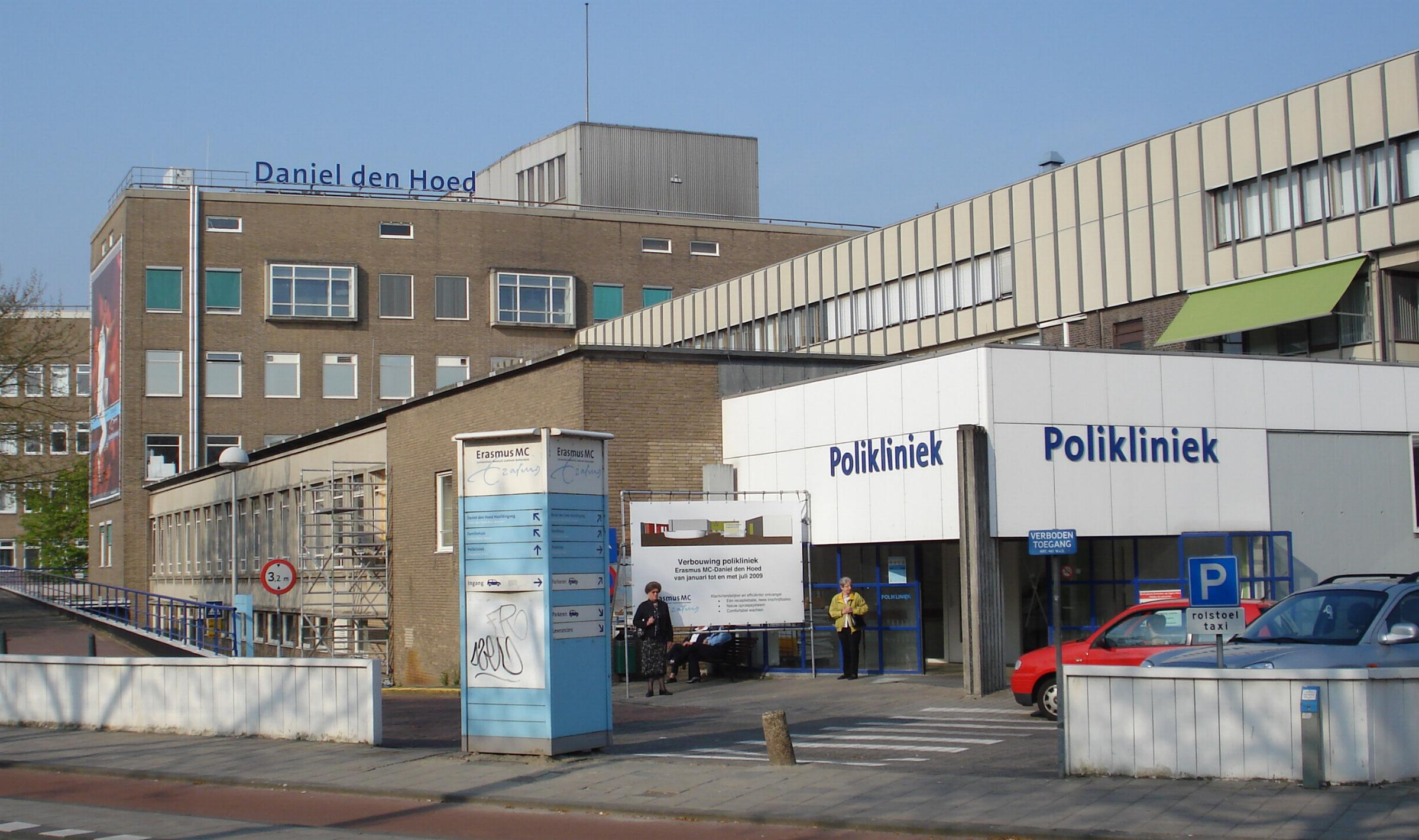
L'ancienne clinique Daniel Den Hoed.
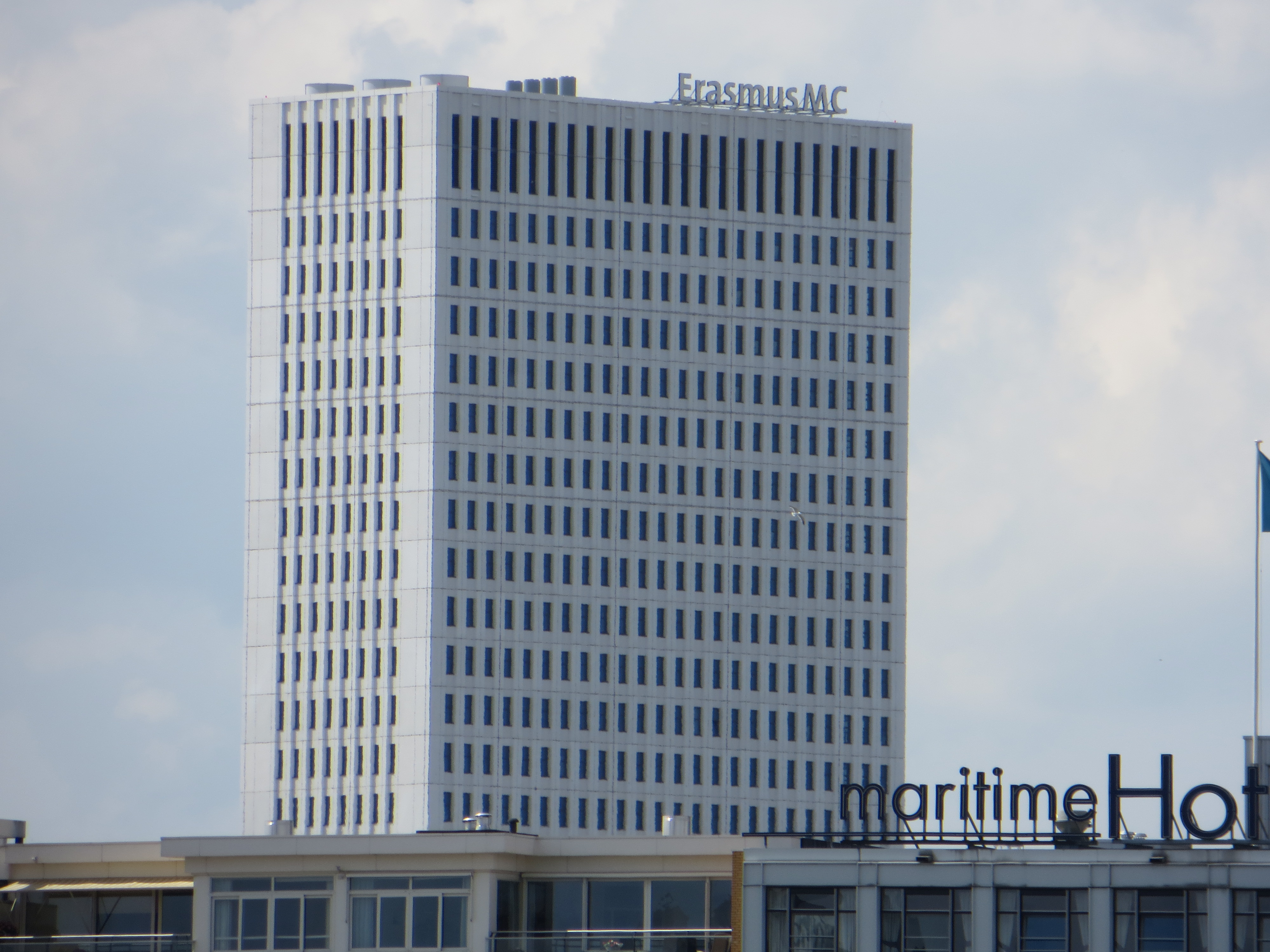
Le nouveau bâtiment principal de l'hôpital Érasme ouvert 2012.
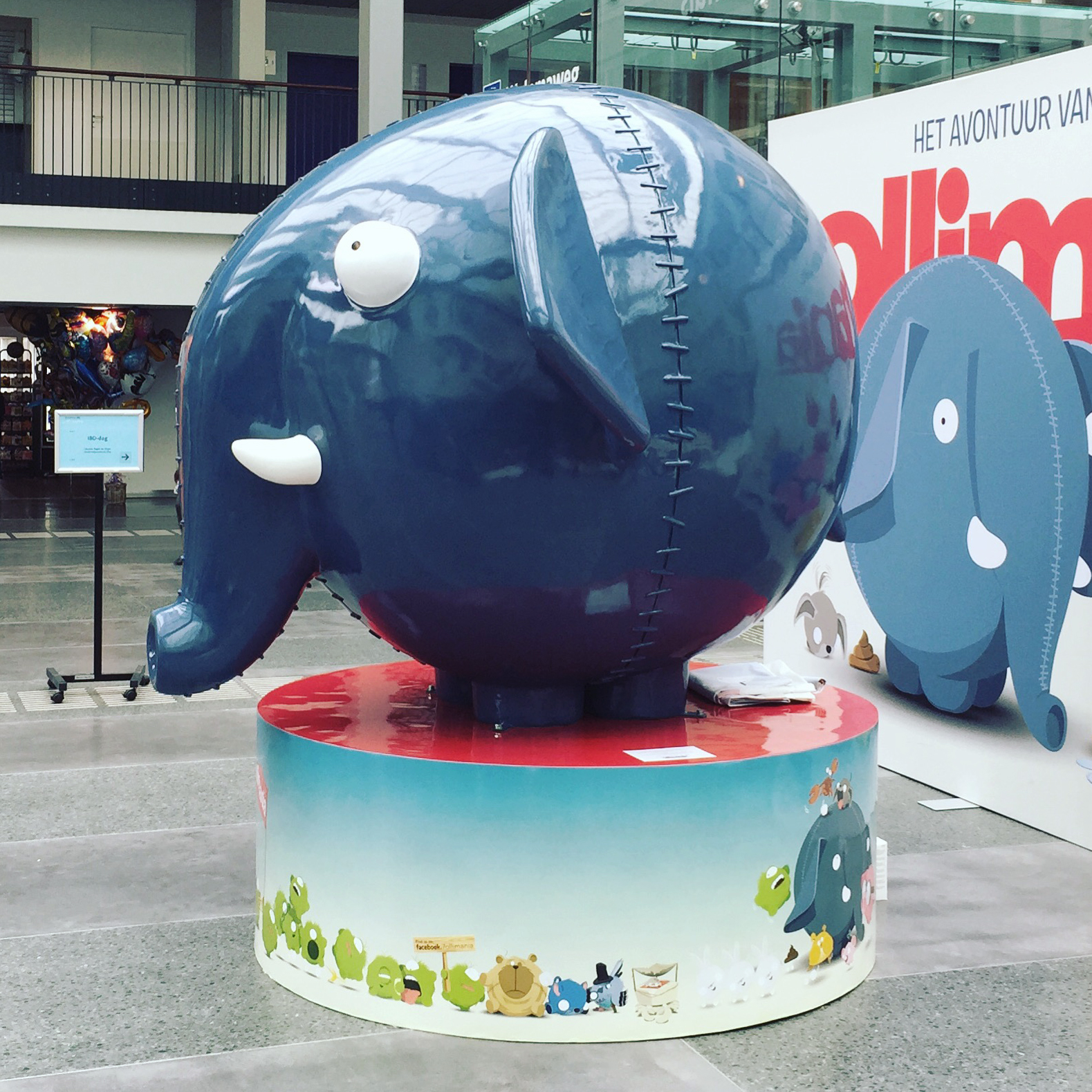
Statue d'Olli à l'Hôpital Sophia pour enfants.
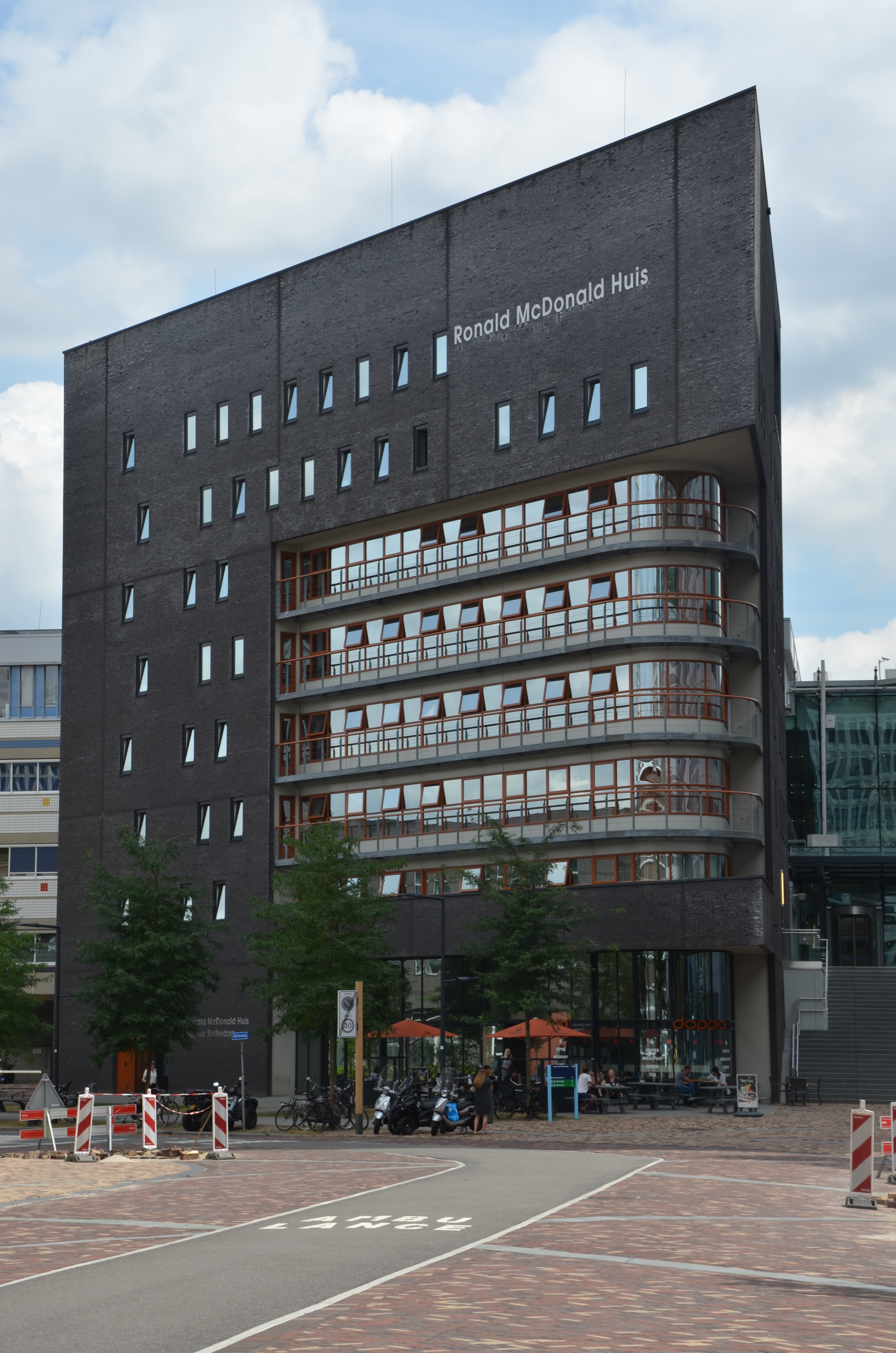
Maison Ronald McDonald où la famille des enfants patients peut séjourner.